# Nesocodon
- Commons
- Wikispecies

Nesocodon é um gênero botânico pertencente à família Campanulaceae.
1. ↑  «Nesocodon — World Flora Online». www.worldfloraonline.org. Consultado em 19 de agosto de 2020